# AT&T
AT&T (engl. American Telephone and Telegraph Inc.) je američka telekomunikacijska tvrtka. AT&T je najveći pružatelj telefonskih usluga unutar SAD-a. Također pružaju usluge digitalnog pristupa internetu i digitalnoj televiziji. Drugi je najveći pružatelj bežičnog interneta s preko 80 milijuna korisnika.
Sjedište tvrtke je u Dalasu u Teksasu.

## Povijest
AT&T je osnovan u ožujku 1885. godine u cilju da posluži kao državna telefonska tvrtka. Aktivnosti te tvrtke su započele u New Yorku.
Nakon sedam godina, mreža je proširena na Chicago te 1915. na San Francisco. Godine 1927. je uspostavljena transatlantska veza.
U siječnju 1984. godine, sedam regionalnih tvrtki odvojeno je od originalne te su postale zasebne tvrtki (tzv. Baby Bells). Kao rezultat toga, vrijednost AT&T-a je pala za 70%.
AT&T je prvi na svijetu počeo prodavati Apple-ov iPhone.

## Vanjske poveznice
- Službena stranica